# Gąsawa
Gąsawa è un comune urbano-rurale polacco del distretto di Żnin, nel voivodato della Cuiavia-Pomerania.
Ricopre una superficie di 135,7 km² e nel 2004 contava 5 209 abitanti.

## Storia
È stata resa famosa per il fatto di essere stata il luogo dell'assassinio di Leszek I il Bianco, principe di Sandomierz e di Cracovia e granduca di Polonia, avvenuto il 23 novembre 1227.
Gąsawa ricevette i diritti di città nel 1388 e li perse nel 1934.